# Сан Далмацио-Крочета (Модена)
Сан Далмацио-Крочета је насеље у Италији у округу Модена, региону Емилија-Ромања.
Према процени из 2011. у насељу је живело 380 становника. Насеље се налази на надморској висини од 554 м.